# Hrabstwo Marion (Arkansas)

Piramida wieku hrabstwa

Hrabstwo Marion – hrabstwo w Stanach Zjednoczonych, w stanie Arkansas. W 2010 roku liczyło 12 245 mieszkańców.

## Miejscowości
- Bull Shoals
- Flippin
- Pyatt
- Summit
- Yellville